# Wallace Lupino
Wallace Lupino (Edimburgo, 23 gennaio 1898 – Ashford, 11 ottobre 1961) è stato un attore e sceneggiatore britannico.

## Biografia
Appartenente a una famiglia di teatranti di lunga tradizione, i Lupino, di lontane origini italiane, Wallace Lupino prese parte, tra il 1918 e il 1940, a oltre una sessantina di film lavorando spesso anche con il fratello maggiore Lupino Lane.

## Filmografia

### Attore
- The Blunders of Mr. Butterbun: Unexpected Treasure, regia di Fred Rains (1918)
- Maid in Morocco, regia di Charles Lamont (1925)
- The Fighting Dude, regia di William Goodrich (Roscoe 'Fatty' Arbuckle) (1925)
- Be Careful, Dearie!, regia di Zion Myers (1926)
- Time Flies, regia di Jess Robbins (1926)
- Sea Scamps, regia di Charles Lamont (1926)
- His Private Life, regia di William Goodrich (Roscoe 'Fatty' Arbuckle) (1926)
- Movieland, regia di Norman Taurog (1926)
- Sweet Baby, regia di Hugh Fay (1926)
- Close Shaves, regia di Charles Lamont (1926)
- Hot Cookies, regia di Nate Watt (1927)
- High Sea Blues, regia di Stephen Roberts (1927)
- Howdy Duke, regia di Norman Taurog (1927)
- Wedding Yells, regia di Charles Lamont (1927)
- Drama Deluxe, regia di Norman Taurog (1927)
- The Draw-Back, regia di Norman Taurog (1927)
- Naughty Boy, regia di Charles Lamont (1927)
- Auntie's Ante, regia di Sam Newfield (1927)
- Who's Afraid?, regia di Charles Lamont (1927)
- Her Husky Hero, regia di Norman Taurog (1927)
- Night Owls, regia di Mark Sandrich (1927)
- The Movie Hound, regia di Mark Sandrich (1927)
- Monty of the Mounted, regia di Mark Sandrich (1927)
- A Half-Pint Hero, regia di Charles Lamont (1927)
- Off Again, regia di Robert Dillon (1927)
- Hello Sailor, regia di Mark Sandrich (1927)
- All Set, regia di Harry Sweet (1928)
- Sword Points, regia di Mark Sandrich (1928)
- Pretty Baby, regia di Jules White (1928)
- Listen Sister, regia di Clem Beauchamp (1928)
- No Fare, regia di Charles Lamont (1928)
- Never Too Late, regia di Jules White (1928)
- Fandango, regia di Henry W. George (Lupino Lane) (1928)
- Rah! Rah! Rah!, regia di Norman Taurog (1928)
- Crown Me, regia di Henry W. George (Lupino Lane) (1928)
- Hectic Days, regia di Henry W. George (Lupino Lane) (1928)
- The Gloom Chaser, regia di Charles Lamont (1928)
- The Lost Laugh, regia di Stephen Roberts (1928)
- Roaming Romeo, regia di Henry W. George (Lupino Lane) (1928)
- Hard Work, regia di Jules White (1928)
- Just Dandy, regia di Stephen Roberts (1928)
- Wedded Blisters, regia di Jules White (1928)
- Privates Beware, regia di Henry W. George (Lupino Lane) (1928)
- Fisticuffs, regia di Henry W. George (Lupino Lane) (1928)
- Be My King, regia di Henry W. George (Lupino Lane) (1928)
- Husbands Must Play, regia di Jules White (1929)
- Only Me, regia di Henry W. George (Lupino Lane) (1929)
- Summer Saps, regia di Henry W. George (Lupino Lane) (1929)
- Ship Mates, regia di Henry W. George (Lupino Lane) (1929)
- Good Night Nurse, regia di Henry W. George (Lupino Lane) (1929)
- Battling Sisters, regia di Henry W. George (Lupino Lane) (1929)
- Buying a Gun, regia di Henry W. George (Lupino Lane) (1929)
- Joyland, regia di Henry W. George (Lupino Lane) (1929)
- Fire Proof, regia di Charles Lamont (1929)
- Purely Circumstantial, regia di Henry W. George (Lupino Lane) (1929)
- Trouble for Two, regia di Stephen Roberts (1930)
- The Yellow Mask, regia di Harry Lachman (1930)
- Children of Chance, regia di Alexander Esway (1930)
- Aroma of the South Seas
- No Lady
- Love Lies
- The Love Race, regia di Lupino Lane e Pat Morton (1931)
- Never Trouble Trouble, regia di Lupino Lane (1931)
- Bull Rushes, regia di W.P. Kellino (1931)
- The Innocents of Chicago, regia di Lupino Lane (1932)
- The Maid of the Mountains, regia di Lupino Lane (1932)
- The Bad Companions, regia di J.O.C. Orton (1932)
- Old Spanish Customers, regia di Lupino Lane (1932)
- Josser on the River, regia di Norman Lee (1932)
- Song Birds
- The Melody-Maker
- Forging Ahead
- The Stolen Necklace, regia di Leslie S. Hiscott (1933)
- Wishes, regia di W.P. Kellino (1934)
- Bagged
- Hyde Park
- Master and Man, regia di John Harlow (1934)
- The Student's Romance, regia di Otto Kanturek (1935)
- The Deputy Drummer, regia di Henry W. George (Lupino Lane) (1935)
- Trust the Navy, regia di Henry W. George (1936)
- L'uomo dei miracoli (The Man Who Could Work Miracles), regia di Lothar Mendes e, non accreditato, Alexander Korda (1936)
- Shipmates, regia di Oswald Mitchell (1936)
- Love Up the Pole, regia di Clifford Gulliver (1936)
- Hot News, regia di W.P. Kellino (1936)
- The Lambeth Walk, regia di Albert de Courville (1939)
- Rake's Progress
- Me and My Girl
- Fatalità (21 Days), regia di Basil Dean (1940)

### Sceneggiatore
- Song Birds
- Wishes, regia di W.P. Kellino (1934)
- Bagged
- Master and Man, regia di John Harlow (1934)